# Контакти Google
Контакти Google — це інструмент управління контактами розроблений Google, який доступний у безкоштовній службі електронної пошти Gmail, як окремий сервіс [Архівовано 11 січня 2017 у Wayback Machine.], і як частина бізнес-орієнтованого набору Google із вебдодатків Google Workspace .

## Особливості
- Сортування контактів за групами та упорядкування за іменем чи прізвищем.
- Контакти можуть надаватися у багатьох категоріях з інформацією.
- Функція розширеного пошуку.
- Зміни в контактах автоматично зберігаються.
- Можливість відновлення всієї бази даних за раз протягом останніх 30 днів.
- Легко знаходити та об'єднувати дублікати.
- Комбінації клавіш для спрощеного керування.
- Інтеграція з іншими продуктами Google.

## Взаємодія
Контакти Google можна синхронізувати з мобільними пристроями та операційними системами (наприклад, Android, Symbian, iOS, BlackBerry, Palm, Pocket PC або Windows Phone) або з додатками для ПК (наприклад, Microsoft Outlook або Mozilla Thunderbird) через сторонні програми, і власний додаток Google Sync. Крім того, будь-яка система, яка може синхронізуватися через Microsoft ActiveSync, може синхронізуватися з контактами Google. Існує також підтримка мобільних пристроїв, які підтримують протокол Microsoft® Exchange ActiveSync® та/або стандарт SyncML. У мобільній операційній системі з відкритим кодом Google Android є вбудована підтримка контактів Google. Контакти Google можуть бути синхронізовані також за допомогою CardDAV .

## Імпорт/Експорт
Користувач може використовувати Контакти Google конкретно, використовуючи будь-який із трьох методів файлів CSV (значень, розділених комою), перелічених нижче:
- формат Google CSV (для імпорту в обліковий запис Google).
- формат Outlook CSV (для імпорту в Outlook або іншу програму).
- формат vCard (для імпорту в адресну книгу Apple чи іншу програму).

Користувач може вибрати Імпорт/Експорт у файл, що міститься поза переліченим вище режимом «Взаємодія», вибравши пункт меню «Більше» на більшості вебсторінок Сервісів Google, де відображається список контактів. Потім користувач може вибрати файл як жорстку резервну копію або відредагувати цей файл у текстовому редакторі, базі даних або таблиці для зовнішнього чи миттєвого використання. Потім ці дані можуть бути імпортовані назад до служб взаємодії з тією ж динамікою, що й застосована: з логістикою, такою як «дублікати» в момент синхронізації.

## Критика
Завдяки впровадженню екранів з більшою щільністю та більшої внутрішньої пам'яті на пристрої Android система Google Контакти піддавалася критиці за підтримку лише фотографій низької роздільної здатності, розмір яких обмежений 96x96 пікселів. Цю проблему було виправлено 10 жовтня 2012 року на пристроях з «Jelly Bean» із вищою роздільною здатністю 720x720 пікселів.
Станом на 22 січня 2017, користувачі G Suite все ще не можуть використовувати фотографії контактів з високою роздільною здатністю, якщо тільки в їхньому акаунті не було включено так звану нову версію Контактів Google.